# Островець (Валецький повіт)
Островець (пол. Ostrowiec, нім. Sagemühl) — село в Польщі, у гміні Валч Валецького повіту Західнопоморського воєводства.
Населення — 531 особа (2011).
У 1975-1998 роках село належало до Пільського воєводства.

## Демографія
Демографічна структура станом на 31 березня 2011 року:
|          | Загалом | Допрацездатний вік | Працездатний вік | Постпрацездатний вік |
| -------- | ------- | ------------------ | ---------------- | -------------------- |
| Чоловіки | 259     | 49                 | 195              | 15                   |
| Жінки    | 272     | 60                 | 181              | 31                   |
| Разом    | 531     | 109                | 376              | 46                   |